# Georg Pauli (xylograf)
 Der er flere personer med dette navn, se Georg Pauli.
Johan Georg Leander Pauli (12. september 1838 i Rochlitz i Sachsen – 16. februar 1928 på Frederiksberg) var en tysk-dansk xylograf og redaktør.
Pauli var søn af skattekontrollør Ferdinand Adolph Pauli og Friedericke Juliane Caroline født Glauer og blev uddannet som xylograf hos Eduard Kretzschmar i Leipzig og gik samtidig på kunstakademiet der. Han arbejdede bl.a. et år ved Illustrirte Zeitung. 1863 kom han til København og arbejdede her for Illustreret Tidende, hvis værksted han ledede fra 1870 og overtog for egen regning 1886. 1892 købte han sågar bladet og ledede fra 1903 til 1908 selv dets redaktion, hvorefter han afhændede bladet.
Pauli arbejdede primært på Illustreret Tidende og har hertil selv skåret en stor del af billederne, navnlig en mængde portrætter, men han har dog af og til også skåret for andre værker (bl.a. Elisabeth Jerichau Baumann: Brogede Rejsebilleder, 1881). Som praktisk fagmand fulgte han med tiden og erstattede lidt efter lidt xylografien med de fotomekaniske metoder, der kom frem i 1880'erne. Hans største betydning er hans virksomhed som udgiver af dette illustrerede nyhedsblad, der gennem mange år var det ledende i Danmark. Han er repræsenteret i Kobberstiksamlingen.
Han er begravet på Vestre Kirkegård.